# Tõnis Erm

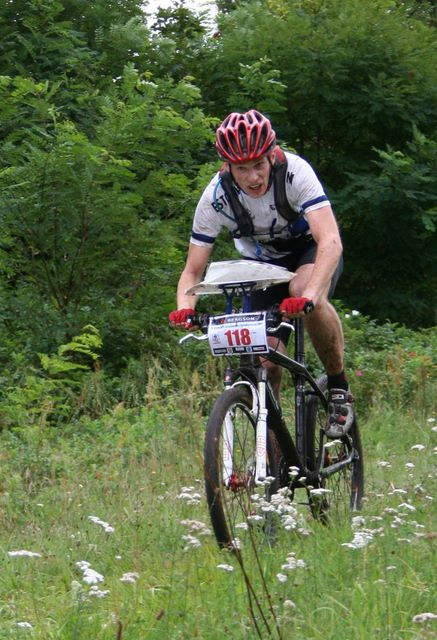
Tõnis Erm, 2008

Tõnis Erm (* 18. Januar 1982) ist ein estnischer Mountainbike-Orientierungsfahrer und Ski-Orientierungsläufer.
Erm debütierte 2005 bei den Mountainbike-Orienteering-Weltmeisterschaften im slowakischen Banská Bystrica. 2008 gewann er mit Bronze im Sprint seine erste Medaille als Dritter hinter Lasse Brun Pedersen aus Dänemark und Jiři Hradil aus Tschechien. 2010 wurde er Sprintzweiter hinter dem Australier Adrian Jackson. 2013 wurde er schließlich Weltmeister im Sprint vor seinem Landsmann Lauri Malsroos. Im Mitteldistanzrennen siegte er vor dem Russen Anton Foliforow. Eine weitere Medaille gewann er in der Staffel mit Lauri Malsroos und Margus Hallik. Die Esten hatten hinter Tschechien und Finnland den dritten Platz belegt. 2014 in Białystok gewann er mit der Staffel seine dritte Goldmedaille bei Weltmeisterschaften.
2004, 2005 und 2007 nahm Erm an den Ski-Orientierungslauf-Weltmeisterschaften für Estland teil.

## Platzierungen

### Mountainbike-Orienteering
Weltmeisterschaften: (3 × Gold, 1 × Silber, 2 × Bronze)
- 2005: 7. Platz Mittel, Lang dsq., 5. Platz Staffel
- 2006: 6. Platz Mittel, 5. Platz Staffel
- 2007: 12. Platz Sprint, 23. Platz Mittel, Lang dsq., 7. Platz Staffel
- 2008: 3. Platz Sprint, 6. Platz Mittel, 16. Platz Lang, 5. Platz Staffel
- 2009: Sprint dsq., 14. Platz Mittel, 11. Platz Lang, 7. Platz Staffel
- 2010: 2. Platz Sprint, Mittel dsq.
- 2011: Sprint dsq., 25. Platz Mittel, 5. Platz Staffel
- 2012: 19. Platz Sprint, 12. Platz Mittel, 6. Platz Lang, 19. Platz Staffel
- 2013: 1. Platz Sprint, 1. Platz Mittel, 6. Platz Lang, 3. Platz Staffel
- 2014: 35. Platz Sprint, 5. Platz Mittel, 9. Platz Lang, 1. Platz Staffel
- 2015: 25. Platz Sprint, 6. Platz Staffel

Europameisterschaften (3 × Silber, 1 × Bronze)
- 2006: 3. Platz Mittel, 4. Platz Lang, 8. Platz Staffel
- 2007: Sprint dsq. (inoffiziell), 16. Platz Mittel, Lang dsq., 8. Platz Staffel
- 2008: 2. Platz Sprint, 2. Platz Mittel, 6. Platz Staffel
- 2009: 21. Platz Sprint, 5. Platz Mittel, Lang dsq., 2. Platz Staffel
- 2011: 4. Platz Sprint, 15. Platz Mittel, 16. Platz Lang, 6. Platz Staffel
- 2013: 6. Platz Sprint, 5. Platz Mittel, 17. Platz Lang, 5. Platz Staffel

Weltcup:
- 2010: 26. Platz
- 2011: 18. Platz
- 2012: 10. Platz
- 2013: 4. Platz

### Ski-Orientierungslauf
Weltmeisterschaften:
- 2004: 34. Platz Sprint, 35. Platz Lang, 6. Platz Staffel
- 2005: 25. Platz Sprint, 40. Platz Mittel, 7. Platz Staffel
- 2007: 17. Platz Sprint, 29. Platz Mittel, Staffel dsq.

Weltcup:
- 2003: 45. Platz
- 2006: 29. Platz

| Personendaten    | Personendaten                               |
| ---------------- | ------------------------------------------- |
| NAME             | Erm, Tõnis                                  |
| KURZBESCHREIBUNG | estnischer Mountainbike-Orientierungsfahrer |
| GEBURTSDATUM     | 18. Januar 1982                             |